# Györgytarló
Györgytarló ist eine ungarische Gemeinde im Kreis Sárospatak im Komitat Borsod-Abaúj-Zemplén. Gut 14 Prozent der Bewohner gehören zur Volksgruppe der Roma. Bis 1954 gehörte Györgytarló zur Stadt Sárospatak.

## Geografische Lage
Györgytarló liegt in Nordungarn, 63,5 Kilometer nordöstlich des Komitatssitzes Miskolc, 14 Kilometer südöstlich der Kreisstadt Sárospatak und gut einen Kilometer vom rechten Ufer der Theiß entfernt. Nachbargemeinden sind  Kenézlő im Westen und Tiszakarád im Osten, beide jeweils ungefähr sieben Kilometer entfernt.

## Sehenswürdigkeiten
- Alter Getreidespeicher
- Pumpwerk
- Reformierte Kirche
- Römisch-katholische Kirche Szent István király
- Weltkriegsdenkmal

## Verkehr
Durch Györgytarló verläuft die Landstraße Nr. 3811. Es bestehen Busverbindungen nach Sárospatak, wo sich der nächstgelegene Bahnhof befindet.